# Ochs-Gletscher
Der Ochs-Gletscher ist ein Gletscher in den Ford Ranges im westantarktischen Marie-Byrd-Land. Er fließt zwischen Mount Iphigene und Mount Avers zur Block Bay an der Saunders-Küste. 
Teilnehmer der ersten Antarktisexpedition (1928–1930) des US-amerikanischen Polarforschers Richard Evelyn Byrd entdeckten ihn. Byrd benannte ihn nach Adolph Ochs (1858–1935), Besitzer der New York Times und Sponsor der Expedition.